# Джован Баттиста Нани
Джован Баттиста Нани (итал. Giovan Battista Nani), Жан Батист Гаспар Феликс Нани (фр. Jean Baptiste Felix Gaspard Nani; 30 августа 1616, Венеция — 5 ноября 1678, Венеция) — венецианский посол во Франции, библиотекарь, архивариус; увлекался ботаникой и историей.

## Биография
Он родился в патрицианской семье. В течение 25 лет (1643—1668 годы) Нани был послом Венецианской республики во Франции, а также выполнял несколько дипломатических миссий в Германии. Позже он стал прокуратором Собора Святого Марка. В свободное время написал историю Венецианской республики, «Historia della Republica Veneta (dal 1613 al 1671)», которая была переведена на французский язык Франсуа Таллеманом (1679 г.) и Масклари (1702 г.) и продолжена Микеле Фоскарини и Пьером Гарзпни.
Нани писал о заговоре Испании против Венецианской республики, инициированном маркизом де Бедмар. История была использована Сезаром Вишаром де Сент-Реаль в его труду «Conjuration des Espagnols contre la République de Venise en l’année M. DC. XVIII», и в 1682 году Томасом Отвей в спектакле «Venice Preserv’d, or A Plot Discover’d». Леопольд фон Ранке опубликовал свой взгляд на теорию заговора в «Über die Verschwörung gegen Venedig, im Jahre 1618» (1831 г).